# Brian Wilson
Brian Douglas Wilson (Inglewood, 20 de junio de 1942-Beverly Hills, California, 11 de junio de 2025) fue un músico, vocalista, productor y arreglista estadounidense y miembro de la banda de Rock The Beach Boys. Después de firmar con Capitol Records a mediados de 1962, Wilson compuso y coescribió más de dos docenas de éxitos para el grupo que entraron en el top 40 de las listas de sencillos de los Estados Unidos.
A mediados de la década de 1960, Wilson compuso y produjo Pet Sounds, considerado por la prensa musical como uno de los mejores álbumes de todos los tiempos. El sucesor de Pet Sounds, Smile, fue cancelado por varios motivos, entre las que se incluyó un creciente deterioro de la salud mental de Wilson. Debido a varias crisis nerviosas, las contribuciones de Wilson dentro de The Beach Boys disminuyeron a medida que su comportamiento errático provocó tensiones en el seno del grupo.
Después de años de tratamiento y recuperación, comenzó una carrera en solitario con la publicación de Brian Wilson en 1988, el mismo año que The Beach Boys fue introducido en el Salón de la Fama del Rock and Roll. Desde entonces, ha ofrecido conciertos con una nueva banda y publicado varios trabajos de estudio, incluyendo Brian Wilson Presents Smile, que ganó un Grammy en la categoría de mejor interpretación instrumental de rock por la canción «Mrs. O'Leary's Cow». En diciembre de 2011, Wilson volvió a unirse a The Beach Boys en una gira de reunión con motivo del 50.º aniversario del grupo.
En 2008, la revista Rolling Stone situó a Wilson en el puesto 52 en la lista de los cien mejores cantantes de todos los tiempos y la misma publicación lo puso en el puesto 12 en su lista de los mejores compositores. En 2012, la publicación NME clasificó al músico en el puesto ocho de la lista de los cincuenta mejores productores y escribió: «Pocos consideran cuán innovadoras fueron las técnicas de estudio de Brian Wilson a mediados de la década de 1960». Además de su carrera como músico, Wilson también ha trabajado como actor ocasional y como actor de doblaje, y ha aparecido en programas de televisión, largometrajes y videos musicales de otros artistas. Su vida es retratada en el biopic Love and Mercy.

## Biografía

### Tempranos comienzos en la música
Los orígenes de la vida musical de Wilson se remontan a los suburbios al sur de Los Ángeles, en Hawthorne, en el estado de California, cerca del océano Pacífico, él y sus hermanos Dennis y Carl eran hijos de Murry Wilson, un compositor frustrado, y en ocasiones un padre abusivo. Los tres hermanos ya armonizaban musicalmente sus voces siendo aún muy jóvenes. Muy a menudo se unía a ellos su primo Mike Love, completándose finalmente el grupo con la llegada de Al Jardine, un amigo de Brian Wilson en la escuela secundaria y compañero suyo en el equipo escolar de fútbol americano.
En 1958, y con motivo de su decimosexto cumpleaños, Wilson recibió de sus padres un magnetófono de bobina abierta como regalo. Con este artefacto aprendió a sobre-grabar voces, usando su voz, la de Carl y su madre. Después, Brian hizo una grabación tocando el piano, y Carl más tarde le agregó algo de guitarra eléctrica, instrumento que Carl había recibido como regalo en Navidad.
Wilson comenzó a asistir en septiembre de 1961 a la escuela El Camino Community College, especializándose en psicología con clases adicionales de música.
Wilson le sugirió a Al Jardine que formaran equipo entre los tres junto a Carl. Fueron en estas sesiones primarias, realizadas en el dormitorio del mismo Brian, en donde comenzó a formarse el «sonido de The Beach Boys». Finalmente fue Mike Love quien animó a Brian a escribir canciones, y fue él quien le dio el primer nombre a la banda, The Pendletones.

### Tempranas influencias
La inspiración de Wilson comenzó cuando él escuchó el programa radial de KFOX, con Johnny Otis, una estación favorita de su hermano Carl Wilson, inspirándose en la estructura simple y la voz del ritmo de las canciones de blues, cambió su estilo en el piano y pronto comenzó a escribir canciones con esta nueva influencia. Su entusiasmo interfirió con sus estudios de música en la escuela, fallando en completar una sonata de piano durante su duodécimo grado, sin embargo había realizado una composición original, llamada más tarde "Surfin'". Además Wilson ha declarado sobre su comienzo en la música, cuando apenas tenía ocho años: "ya estaba siendo formado e influenciado por la música ... nada me afectó más en la música que cuando escuché a mi padre tocar el piano de la familia ... vi cómo los dedos hacían los acordes y memorice las posiciones".
Su padre Murry Wilson, había tenido poco éxito como compositor, llegando a componer "Two Step Side Step", se grabó cuando estaba cursando el Bachillerato en 1952. A pesar de su habilidad musical y todo deseo de educar a Brian, Murry era un padre violento, daba críticas desalentadoras a sus hijos, además de abusar psicológicamente y físicamente de sus hijos. A pesar de que Brian deseaba aprender a tocar piano cuando era niño, él estaba demasiado asustado para preguntar e incluso demasiado asustado como para pulsar las teclas. Pero finalmente Brian sorprendió a su padre y le mostró que aprendió solo a tocar el piano, una vez dijo al respecto: "tocar el piano... literalmente me salvó el culo".
A los 16 años de edad sus padres le regalan una grabadora Wollesank de dos pistas. El aparato fue su primer estudio de grabación, una réplica en miniatura de las instalaciones donde el sonido podía ser alterado, mezclado y trasformado a gusto. En él grabó su voz a capella, regrababa sobre esa base un acompañamiento de piano y volvía a cantar las armonías. Luego añadía la guitarra de su hermano Carl. Jugaba por instinto, sin sospechar que estaba imitando la técnica de estudio del overdubbing.

### Primeras grabaciones
Wilson empezó grabando gracias a Murry Wilson, quién conocía a Hite Morgan, dueño de la discográfica Candix Records. Cuando Wilson con la banda iba a probar para hacer sus primeras grabaciones, Morgan recién estaba construyendo su estudio y su discográfica Candix. El grupo fue con una cinta del poema "The Wreck of The Hesperus", incluyendo música compuesta por los integrantes de la banda.
El 3 de octubre de 1961, The Pendletones grabó doce tomas de "Surfin'" en las pequeñas oficinas de Morgan (Dennis no fue tenido en cuenta para tocar la batería), así una pequeña cantidad de sencillos fueron grabados. Y así el grupo nació en el 8 de diciembre de 1961, con el éxito regional "Surfin'", la melodía pegadiza llamó la atención de los adolescentes locales llevándolo al segundo lugar en Los Ángeles y haciendo que en febrero de 1962 "Surfin'" llegue al puesto número 118, para terminar en el número 75 en el Billboard.

### Capitol y éxito comercial

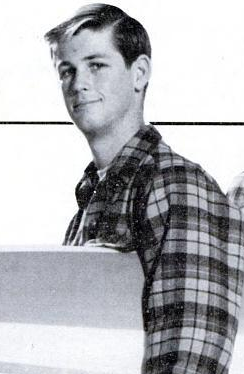
Brian Wilson en 1963.

Más tarde, The Beach Boys firmaron con Capitol el día 16 de julio de 1962, Murry Wilson tomó el control directivo de la banda sin la consulta de Brian Wilson. Murry fue el primero en acentuar la importancia de tener un éxito. Entonces el 13 de junio ellos grabaron tres canciones,[cita requerida] en los Western Studios, en Los Ángeles, incluyendo "Surfer Girl", "409" y "Surfin' Safari". Para el 17 de diciembre de 1962 Brian Wilson con The Beach Boys comenzaron su primera gira, consistió en un viaje de ocho fechas por el sur de California, la gira terminó el día de Nochevieja.
The Beach Boys se catapultó al éxito con el sencillo "Surfin' USA" de 1963, fue el primero en entrar al Top 5. Para ese momento, The Beach Boys ya habían grabado sus dos primeros álbumes, el nuevo se llamó Surfin' USA y llegó al segundo puesto en venta de álbumes en los Estados Unidos, y fue el primer álbum en alcanzar el disco de oro. La política de Capitol era que el grupo trabajara con un productor de estudio, Wilson se hizo cargo de ese rol con total éxito, pronto comenzó a expandir el estilo del grupo más allá del surf rock. El 20 de marzo, Wilson ayudó a componer y brindo voces para la canción "Surf City", de Jan & Dean, y en agosto de 1963, esta canción llegó al número 1. Luego salieron los álbumes Surfer Girl, Little Deuce Coupe, All Summer Long, The Beach Boys' Christmas Album, The Beach Boys Today! y Summer Days (and Summer Nights!!) todos estos álbumes fueron certificados disco de oro.

### Los avances musicales
El despido de Murry Wilson y el hecho de que Brian se retiró de los recitales para concentrarse en mejores producciones dio sus frutos en poco tiempo, el primer álbum que Wilson grabó sin su padre fue The Beach Boys Today! el primero de 1965, además de ser un éxito llegando al puesto número 4 y al disco de oro es considerado uno de los mejores álbumes de The Beach Boys, y el primero de gran calidad musical compuesto por Wilson, el álbum era innovador en los arreglos (basados en la obra de Phil Spector), Wilson había crecido como compositor y abandonó las composiciones de surf y coches, las letras también eran sobre amor adolescente, pero en cambio, eran letras mucho más adultas, el álbum tiene canciones de estilo rock en el lado A y baladas románticas como "She Knows Me Too Well", "Kiss Me Baby" y "In the Back of My Mind" en el lado B, además de tener composiciones destacadas como "When I Grow Up (To Be a Man)", considerada una de las mejores canciones del álbum y un clásico del grupo, con interesantes arreglos y la inclusión de un clavicordio, otra composición destacable es "Please Let Me Wonder" con desgarradoras armonías y melodías.
Pero anteriormente a eso, Brian participa en "She rodes with me" de Paul Paterson de 1964, donde experimento con una original técnica de relantización del coro, conectando el micrófono a un pequeño órgano dotado de un altavoz Leslie. Se vio un gran avance en sus producciones con la soberbia "Guess I'm Dumb" que compuso y produjo en 1965 para Glen Campbell dando una primera pista del radical giro creativo de Pet Sounds.

### Retiro de los escenarios
El 7 de diciembre de 1964 Brian se casó con Marilyn Rovell, en Los Ángeles, pero las presiones y los abundantes recitales habían sido demasiado para Wilson, por ello, mientras viaja en el avión en plena gira por el Sudoeste, sufrió su primera crisis nerviosa. Llegó a actuar en el concierto de Houston el 23 de diciembre, pero al día siguiente regresó a Los Ángeles. Glen Campbell lo reemplazó por el resto de la gira.
A finales de 1964 cuando el grupo se estaba por embarcar a las giras locales y europeas, Brian decidió no acompañar al grupo, fue sustituido por Bruce Johnston (quien era integrante del dúo Bruce & Terry con Terry Melcher). En enero de 1965 Wilson anunció oficialmente su retiro, la banda de mala gana estuvo de acuerdo con este cambio. Aunque de forma muy esporádica, Brian apareció en actuaciones televisadas de los Beach Boys.

### Pet Sounds
En diciembre de 1965, The Beatles publicaron Rubber Soul. Este álbum cautivó a Wilson, ya que, hasta ese momento, todos los álbumes de pop (y The Beach Boys también) tenía temas de relleno, covers e incluso alguna entrevista. Wilson se encontró con un álbum lleno de canciones originales, y más importante, todas las canciones buenas. En mayo de 2011, Brian afirmó al periódico británico The Sun, que Pet Sounds no le parecía tan bueno como el Rubber Soul de The Beatles, afirmando también que Rubber Soul es el mejor álbum de todos los tiempos. Con esta nueva idea, Wilson se apresuró a decirle a su mujer: "¡Marilyn, voy a hacer el álbum más grande! ¡El álbum de rock más grande jamás hecho!".
A principios de enero de 1966, Wilson se puso en contacto con el poeta y joven publicista Tony Asher para que le ayudara a escribir las canciones del nuevo álbum. Según Asher (quien apenas conocía a Wilson), no podía imaginar que el propio Wilson lo hubiera buscado para su proyecto personal, ya que él no sabía nada acerca de su manera de trabajar. La mayoría de las canciones del álbum fueron escritas durante diciembre de 1965 y enero de 1966. Si bien la mayoría fueron escritas por Wilson con Tony Asher, "I Know There's an Answer" fue escrita junto a otro nuevo socio, Terry Sachen.
Durante los años anteriores, Wilson había desarrollado un gran nivel en su método de producción musical, utilizando ahora toda esa experiencia para Pet Sounds. Una de las técnicas utilizadas por Wilson en el álbum fue un refinamiento de la famosa técnica Wall of Sound del productor Phil Spector, que se conseguía mezclando muchos instrumentos y voces creando el efecto de una inmensa capa de sonido. De hecho, Wilson ha declarado que el título del álbum utilizaba las iniciales de Spector como un homenaje hacia él.

### El nuevo proyecto ambicioso
Después de la repercusión de Pet Sounds, Wilson (distanciado del grupo), decidió grabar nuevo material, para lo que sería un próximo álbum que superaría a Pet Sounds, el plan de Wilson era volver a componer un álbum conceptual, varias veces decía que quería hacer "una sinfonía adolescente para Dios". Cuando en septiembre de 1966 The Beach Boys se encontraban en una gira en Europa, Wilson comenzó con las sesiones de Dumb Angel (más tarde se re-tituló SMiLE), entre 1966 y 1967 . Él trabajó sin descanso en su nuevo proyecto, el cual era mucho más ambicioso que el anterior. El primer paso para la creación del álbum fue contratar al letrista Van Dyke Parks como socio en las composiciones. Se llegaron a grabar muchas horas y de pedazos de canciones fragmentados, tanto instrumentales como vocales que se fueron volviendo más extrañas y experimentales. En esta época fue contratado David Anderle para que se encargara de construir la empresa Brother Records, el sello propio del grupo.
Fue en esta época cuando empezaron las manías y paranoias en Wilson, tales como tocar el piano sobre un cajón de arena argumentando que le servía para sentir el mar en sus pies (así compuso "Surf's Up", "Heroes and Villains", "Wonderful", "Cabinessence" y "Wind Chimes"), meter la cabeza dentro de peceras y fobia al fuego, todas agrandadas por el consumo de sustancias alucinógenas como el LSD. Durante la sesión para "Fire", Wilson obligó a los músicos de la suite de orquesta de cámara a ponerse cascos de bomberos mientras ejecutaban la pieza, y también puso en el estudio unas brasas ardientes para que generaran humo. Wilson empezó a padecer de graves trastornos mentales, oía voces y pensaba que Phil Spector lo espiaba y le enviaba mensajes subliminales.
Muchos años más tarde Brian Wilson declaró sobre su experiencia con el LSD:

El LSD me daba mucho miedo. Casi lo dejé, pero nunca se vuelve a ser la misma persona después de una droga como el LSD.
Brian Wilson.

### "Good Vibrations"
Wilson comenzó a hacer esta canción la noche del 17 de febrero de 1966 en Los Ángeles, cuando él y los músicos de sesión hicieron una grabación de "Good Vibrations", para así finalizar las primeras sesiones del álbum y enviar una vista preliminar a Capitol Records. En marzo se volvió a realizar una grabación de "Good Vibrations" utilizando el electroteremín, siendo ésta la definitiva, aunque para sorpresa de los demás integrantes de la banda, Wilson decidió descartarla de Pet Sounds, ya que según él, no encajaría en el álbum; además, la quería perfeccionar más, y ponerla en algún álbum futuro.
Durante los siguientes siete meses, en cuatro estudios y con un coste astronómico de $50.000 (una de las canciones más caras de la historia). Wilson hizo varias versiones de la canción con los fragmentos que había grabado. Una de ellas tenía una base de R&B. Este nuevo sencillo, "Good Vibrations", había sido escrito originalmente para Pet Sounds, pero Brian lo eliminó de la lista porque quería tener más tiempo para la producción de Pet Sounds, también porque decía que iba a desencajar en el álbum, sólo lo retomó una vez finalizado el álbum. Brian se refería a esta canción como "una sinfonía de bolsillo", fue lanzada en octubre de 1966, cerrando el año como el tercer sencillo en alcanzar el número 1 y en ser considerado hasta la fecha uno de los mejores sencillos de todos los tiempos.

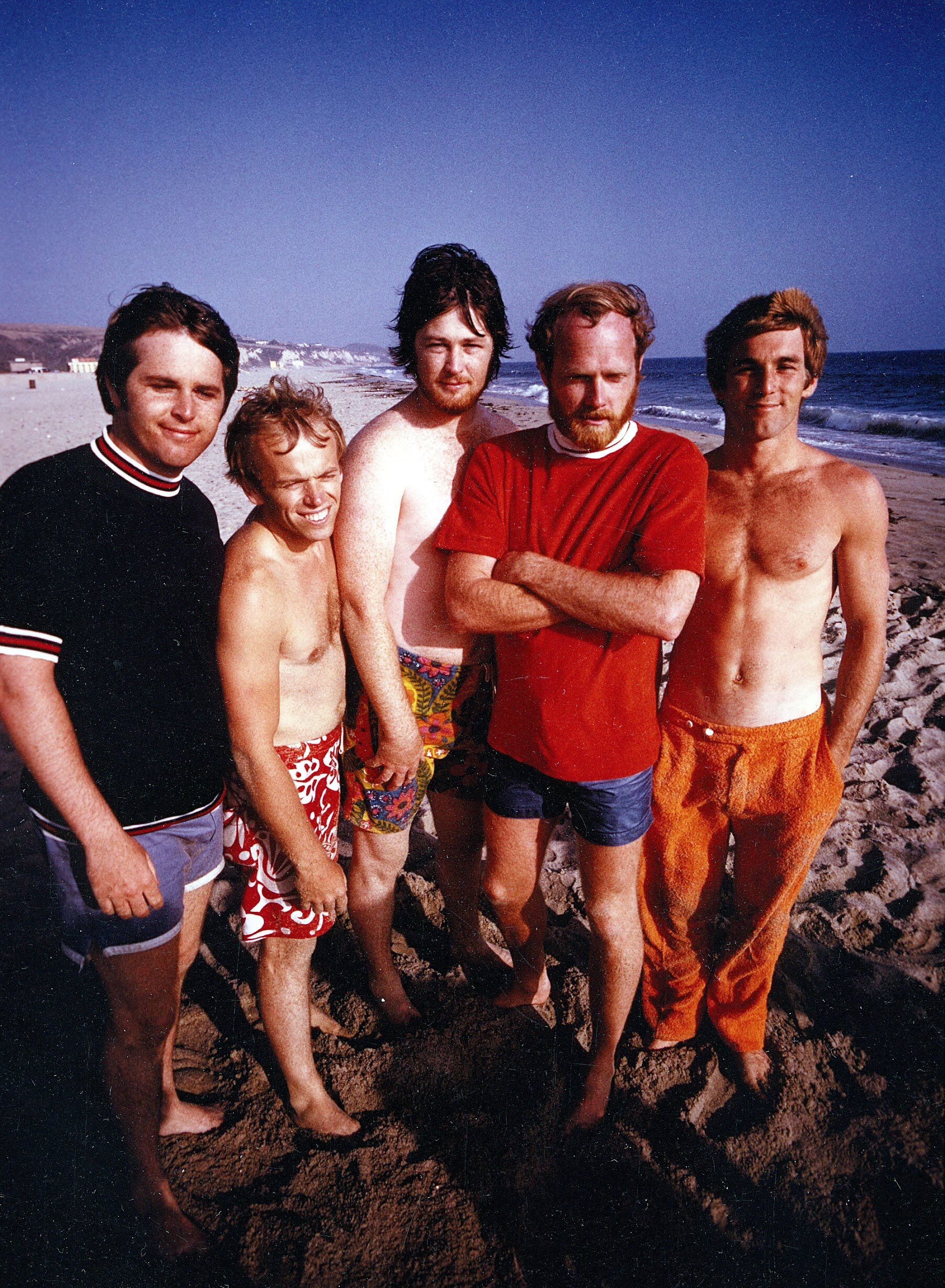
Brian (centro) junto al resto de miembros de los Beach Boys

### La cancelación deSMiLE
Para diciembre de 1966 la casa discográfica comenzó a presionar a Wilson, ya que se estaba pasando el tiempo estimado para la producción del álbum, pero SMiLE estaba muy lejos de completarse. La grabación de SMiLE se había prolongado hasta la primavera de 1967, cuando Capitol esperaba que estuviera terminado para el 15 de enero, Wilson comenzó a trabajar menos horas. El 28 de noviembre de 1966 él grabó "Mrs. O'Leary's Cow", en este punto Wilson ya había perdido la noción y la cordura, poco más tarde quedó muy perturbado y asustado por una serie de incendios que irrumpieron en Los Ángeles. Por primera vez en la carrera de The Beach Boys, apareció un Wilson inseguro. Si el álbum parecía rescatable, esas esperanzas para el grupo desaparecieron en mayo de 1967, cuando Wilson canceló oficialmente el proyecto, las razones fueron: el poco apoyo familiar y del grupo por el abuso de drogas, el rechazo por parte de Capitol (argumentaban que el álbum era "demasiado experimental") y su inestabilidad mental, además de escaso apoyo en general. Además, sus ánimos para producir el nuevo álbum se desvanecieron cuando escuchó "Strawberry Fields Forever" de The Beatles. Michael Vosse describe cuando él estuvo presente en el auto, mientras "Strawberry Fields Forever" sonaba por primera vez en la radio, con Wilson: "Él sólo movió la cabeza y dijo; -'Lo hicieron ya', Y yo le dije: -¿Ellos hicieron que?, Y él dijo: -'Lo que yo quería hacer', con una sonrisa: -'Tal vez sea demasiado tarde'. Wilson quemó la gran mayoría de las cintas en un ataque de paranoia. Fue el final de la era de Brian Wilson al mando de la producción. SMiLE se había cancelado, pero por los próximos treinta años la leyenda de este álbum creció para trasformarlo en el álbum inédito más famoso de la historia. Semanas después de este hecho, se publicó Sgt. Pepper's Lonely Hearts Club Band de The Beatles. A partir de este momento Wilson se alejó de la producción musical para The Beach Boys. En 2014, durante el rodaje de Love & Mercy, película biográfica de Wilson, se le preguntó si, de haber sido publicado, SMiLE hubiera vencido al Sgt. Pepper's de The Beatles, a lo que contestó: «El Sgt. Pepper's nos hubiera pateado el trasero».

### Después deSMiLE
En este periodo fue cuando Carl Wilson se convirtió en un sólido y distintivo productor y Mike Love tomó el lugar de Wilson como el líder de la banda y se mantuvo como el foco visual al ser el representante del grupo en las actuaciones en vivo. Por otra parte, Dennis Wilson desarrolló su propio talento como escritor musical con canciones como "Slip On Through", "Forever" y "Got to Know the Woman", en los shows seguía siendo el más carismático del grupo. Mientras que Bruce Johnston también crecía como compositor, con canciones como "Deirdre" y "Tears in the Morning". A principios de 1970, por cierto, Brian Wilson volvió a aparecer en un show en vivo, fue en el Whisky-A-Go-Go.
Psicológicamente abrumado por sus conflictos internos, Wilson comenzó a tener un papel creativo cada vez menor dentro de los Beach Boys. Casi dejó de escribir canciones y se volvió adicto a la cocaína. Brian pasó la mayor parte de los siguientes años en su dormitorio durmiendo, tomando drogas, y comiendo demasiado. La canción "Til I Die", compuesta en este período, refleja su profunda depresión y distanciamiento del mundo.

### Años 1970

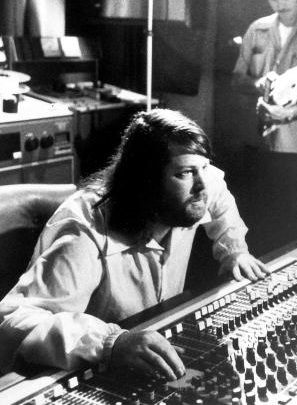
Brian Wilson en su estudio de grabación en 1976.

Wilson permaneció en silencio por mucho tiempo, a veces contribuía y ayudaba en el estudio, pero manteniendo un papel secundario. En 1972 Van Dyke Parks forzó a un asustado Wilson para volver a trabajar en una nueva canción, anteriormente escrita con Tandyn Almer y Ray Kennedy, y Jack Rieley, quién hizo una última revisión en la letra, esa canción era "Sail On, Sailor". Según Blondie Chaplin, Brian Wilson no se presentó para las sesiones vocales, pero dio por teléfono instrucciones sobre cómo proceder.
En diciembre de 1974 se publicó material nuevo después de dos años, fue el sencillo "Child of Winter"/"Susie Cincinnati", como se esperaba no llega a entrar en las listas (ya que la tirada era tan solo de unas 5.000 unidades). La canción "Child of Winter" es el primer crédito de producción de Wilson en siete años. Justo en este momento la revista Rolling Stone proclama a The Beach Boys como "banda del año", basándose en las buenas actuaciones en vivo.
En octubre de 1975 Marilyn decidió contratar al doctor Eugene E. Landy para que tratara las adicciones y problemas psicológicos de Brian. Anteriormente sus clientes habían sido los actores Rod Steiger y Gig Young y el cantante Alice Cooper. Landy tenía una controvertida forma de tratamiento, se centraba en un control total de la vida de su paciente, siendo los resultados iniciales con Brian muy positivos.
En diciembre de 1976 Steve Love despidió al terapeuta de Brian, Landy, después de descubrir que sus honorarios se habían ido doblando mensualmente desde los $10.000 iniciales. Si bien se notaron mejorías en Brian, el resto del grupo estaba preocupado por los métodos empleados por Landy. Fue contratado otro terapeuta para Brian, fue Steve Schwartz, pero murió al poco tiempo. Entonces fue el mismo Stan Love quién se encargó de supervisar a Brian, ayudado por un primo de éste, Steve Korthof.
Wilson volvió a sentirse depresivo por la ausencia de su terapeuta, Dennis cada vez se sumergía más en las drogas y en el alcoholismo, y Carl, siguió los pasos de sus hermanos, otra vez Steve Love es despedido, en su reemplazo se encuentra Tom Hullett. Con las grabaciones de Iowa y algunas grabaciones nuevas se publicó el álbum M.I.U. Album en octubre de 1978, para así poder poner fin al contrato con Warner. El álbum fue un fracaso y cayó al puesto número 151, fue retirado del mercado en pocas semanas, originalmente iba a ser producido por Brian, sin embargo por la inestabilidad emocional de Wilson, Al Jardine tomó el lugar de productor, y Wilson el de productor ejecutivo. En junio de este año la banda decidió llamar a Bruce Johnston, para que volviera al grupo y produjera el nuevo álbum.

### Brian's Back!
Se anunció la apenas verdadera campaña de marketing Brian's Back!, y apareció 15 Big Ones en 1976, un álbum con un par de oldies de los años 1950 y con algunas rarezas de Wilson como "Had to Phone Ya". Por primera vez en más de diez años un álbum de estudio volvía al Top 10 y al disco de oro, a pesar de las muchas dudas por parte del grupo. Brian tomó una posición mucho más comprometida para el año siguiente con Love You (se iba a titular Brian Loves You y se editaría como un álbum en solitario de él). En un gran contraste con el pop negativo de principios de los años 1970 con canciones como "Til I Die", Wilson sonaba con una voz muy áspera, pero más jubiloso. Pero además The Beach Boys vuelven al Top 10 de sencillos (la última vez había sido con "Good Vibrations" en 1966), con el nuevo sencillo "Rock and Roll Music"/"TM Song" que alcanza el puesto n.º 5.

### Regreso en los años 1980

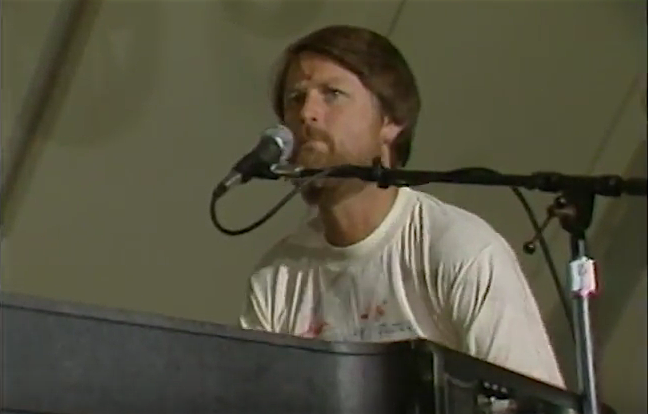
Brian Wilson durante un concierto en 1983.

El año 1983 marcó el  esperado y definitivo regreso de Wilson a los escenarios, pero también marcó la muerte de Dennis Wilson, el 28 de diciembre, falleció mientras se encontraba buscando cosas que había arrojado de su barco en Marina Del Rey, California, durante un ataque de furia. Su muerte ayudó a traer de nuevo al grupo, The Beach Boys continuaron con sus giras exitosas. Aunque estaba prohibido sepultar civiles en el mar, con la ayuda del presidente Ronald Reagan, se concedió un permiso especial para que el cuerpo de Dennis Wilson reposara en el mar.
A mediados de los años 1980 Wilson había mejorado, tanto mental como físicamente, aunque el resto del grupo comenzó a sospechar de su terapeuta, el Dr. Eugene Landy. Landy fue un psiquiatra poco fiable que al parecer hizo milagros con la vida de Brian, pero también prácticamente se había hecho cargo de su vida. El Dr. Landy no solo colaboró con Brian en su autobiografía Wouldn't It Be Nice, sino también fue el autor de la letra de varias canciones del primer álbum solista de Brian, Brian Wilson de 1988. Según la autobiografía, Wilson, estaba de acuerdo y aprobaba los métodos de su doctor, sin embargo Wilson declaró que él nunca había leído el borrador final del libro, y mucho menos escrito nada de eso. Landy había controlado todos los aspectos de la vida de Wilson, hasta su sentido musical.
Años más tarde, durante su segundo matrimonio, a Wilson se le diagnosticó desorden esquizoafectivo, que cursó con alucinaciones auditivas. En 1989, se corrió el rumor de que Brian había sufrido un accidente cerebrovascular. Un biógrafo reportó de que el problema era de que Landy le había recetado a Wilson un fármaco neuroléptico, desde 1983, lo que le trajo a Wilson discinesia, un trastorno neurológico caracterizado por movimientos involuntarios y repetitivos, que se desarrolla en aproximadamente el 20% de los pacientes tratados con ese medicamento durante un largo periodo de tiempo.
Landy facturaba $35.000 al mes como cuota básica con miles de gastos más. Como resultado de varios juicios, se tomaron medidas en contra de la práctica profesional del Dr. Landy. A finales de 1980, la Junta Médica de California acusó a Landy con los cargos de violación en el código ético, recetar fármacos inadecuados, varias relaciones impropias personales y "profesionales" con su paciente. Landy perdió su licencia para ejercer la psicología, la cual accedido a entregar voluntariamente en California. Landy se convirtió en un socio de Wilson, también productor, socio financiero y el beneficiario en todas las actividades profesionales de Wilson. Aunque a Landy se le quitó su licencia de terapeuta, él seguía gestionando la vida de Wilson, como también sus composiciones, pero esto terminó cuando se le prohibió acercarse a Wilson en 1992, terminando así la explotación de su paciente estrella.

### Años 1990 y resurgimiento
En abril de 1992, después de muchos años, Wilson recuperó los derechos de autor de las canciones que su padre había vendido en 1969. Mike Love presentó una demanda contra Wilson, argumentando que él había ayudado a Wilson a escribir unas treinta canciones, pero no se le había acreditado, Love ganó el juicio y a partir de esa fecha el nombre de Mike Love aparece en las canciones. Wilson ha declarado que Love lo había ayudado en las canciones que su primo había demandado.
A pesar de muchos problemas y juicios entre los integrantes de The Beach Boys, ellos continuaron haciendo giras durante los años 1990, Wilson volvió a componer con Mike Love y lanzaron un álbum un poco fuera de época Summer in Paradise en 1992. El último álbum de la década y el último que lanzará la banda es Stars and Stripes Vol. 1, una colección de grandes éxitos de The Beach Boys, pero con la interpretación de diferentes cantantes de género country, con las armonías de The Beach Boys como fondo. También apareció por esos tiempos un documental de Brian Wilson titulado I Just Wasn't Made for These Times, que fue transmitido por la cadena Disney, con música de fondo que incluye canciones del grupo interpretadas por el mismo Wilson. Poco tiempo, el 6 de febrero de 1998 , Carl Wilson muere víctima de cáncer de pulmón, a causa de años de fumar en exceso. Mike Love y Bruce Johnston siguieron de gira como The Beach Boys, mientras que Al Jardine se separó debido a la muerte de Carl y para hacer una carrera solista y Wilson (ambos aún legalmente son miembros de la organización Beach Boys) ya se había separado poco antes de la muerte de su hermano por el mismo motivo de Jardine.

### Década de 2000

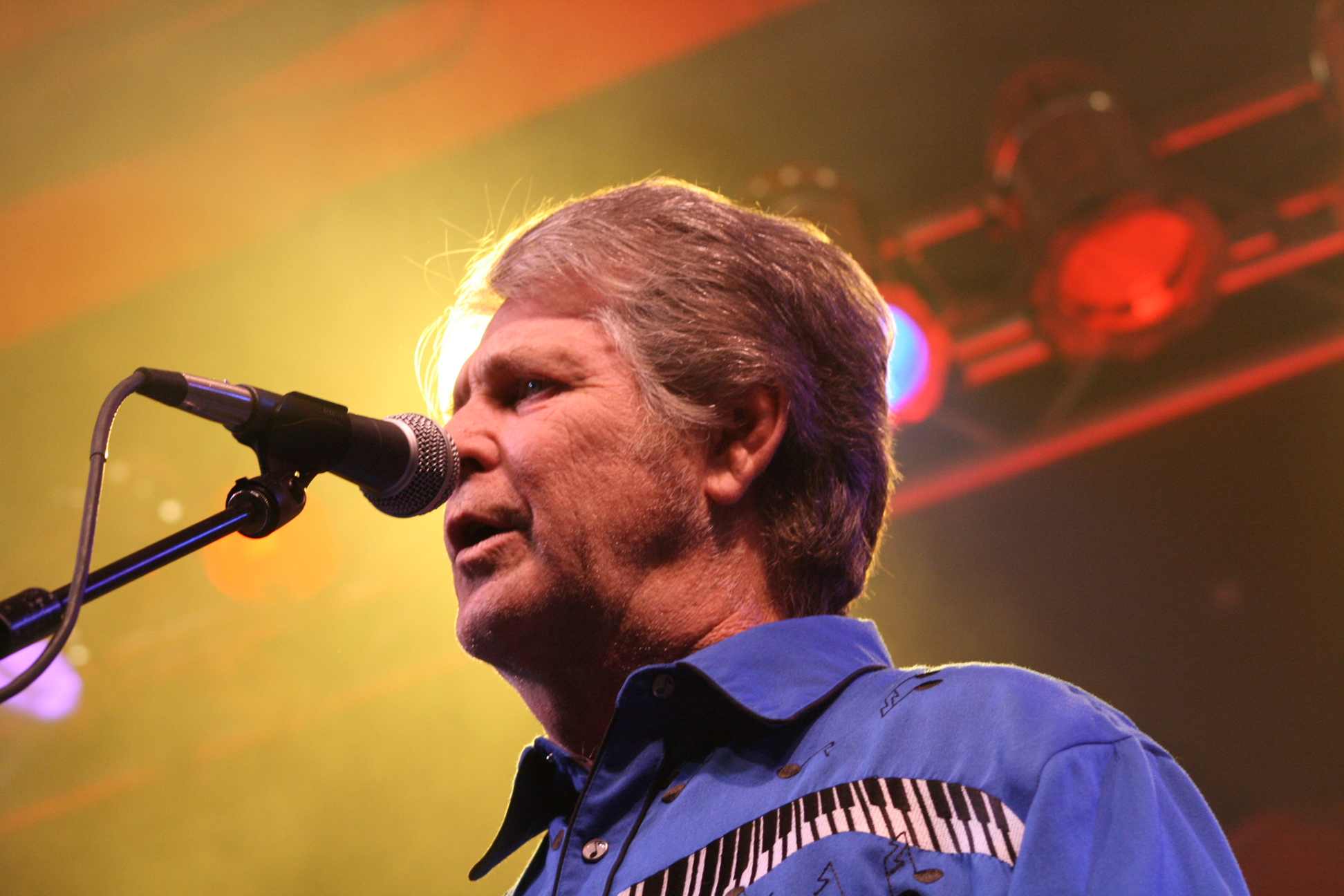
Brian Wilson actuando en 2007.

En 2005 publicó una regrabación del álbum SMiLE ahora titulado como Brian Wilson presents SMiLE, junto a un DVD que contiene un documental y una presentación en vivo de su trabajo. Mientras tanto, en noviembre de ese año, Mike Love demandó a Wilson por "usar descaradamente canciones de Mike Love, la imagen, la marca comercial de The Beach Boys, así como el álbum SMiLE en sí mismo". El detalle más específico de la demanda es la promoción que se encontraba en el diario The Mail on Sunday, en el que se publicaron 2,6 millones de ejemplares de una compilación gratuita con el nombre The Beach Boys. Según la demanda presentada en Los Ángeles, este CD de regalo habría debilitado las ventas de álbumes de The Beach Boys, además también se reclamaba un millón de dólares para corregir la publicidad. La demanda de Love fue desestimada en 2007. Entre los acusados se encontraba Brian Wilson. En una serie de resoluciones, el tribunal rechazó todas las alegaciones de Love, incluyendo una compensación económica por SMiLE. El tribunal dictaminó que Love tendría que pagar todos los honorarios legales.
Wilson fue inducido en el Rock and Roll del Reino Unido, y fue incluido en el Salón de la Fama en noviembre de 2006.
En 2005 ganó un premio Grammy al mejor instrumental de rock por la canción Mrs. O'Leary's Cow (Fire) del álbum SMiLE.
El 13 de junio de 2006, se reunió con los Beach Boys sobrevivientes (Mike Love, Al Jardine, Bruce Johnston y David Marks), para la celebración del 40 aniversario del álbum Pet Sounds y la última certificación de doble platino en uno de sus mayores éxitos de compilación, Sounds of Summer: The Very Best of The Beach Boys. El álbum se disparó hasta el puesto número 16 en el Billboard, permaneciendo en esa lista durante 104 semanas. La ceremonia se realizó en la cima del edificio de Capitol Records en Hollywood. Las placas fueron entregadas por sus esfuerzos a todos los miembros principales.
El 2 de septiembre de 2008 Wilson publicó un nuevo álbum llamado That Lucky Old Sun con la colaboración de Van Dyke Parks, quien había sido su colaborador en SMiLE. Años después a finales de 2010 Wilson publica otro álbum de estudio titulado Brian Wilson Reimagines Gershwin, reviviendo la obra musical de George y Ira Gershwin.

### Década de 2010

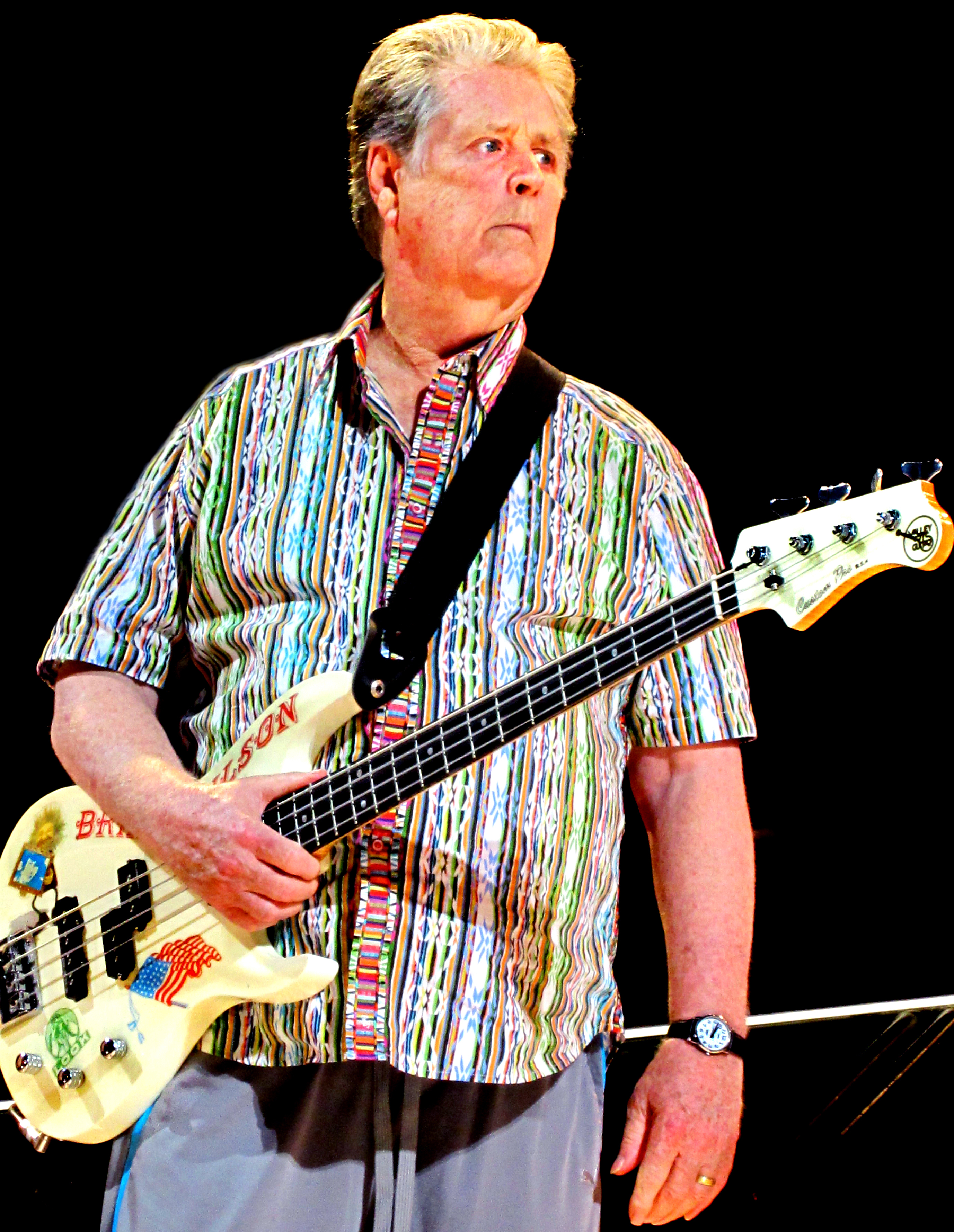
Brian Wilson durante el tour del 50 aniversario de los Beach Boys.

A fines de junio de 2010, circularon rumores por Internet según los cuales Brian Wilson había dicho que se iba a unir con Mike Love para festejar el 50⁰ aniversario de la banda el 8 de enero de 2011 (50 años del lanzamiento de "Surfin'"). Al Jardine le dijo a Rolling Stone que los miembros que quedan  - él, Love, Brian Wilson y Bruce Johnston y posiblemente el guitarrista David Marks - se reunirían para un concierto.
A principios de febrero de 2011 Al Jardine afirmó que el famoso álbum SMiLE se publicaría en el verano de ese año. En marzo se desveló que el lanzamiento sería producido en parte por el ingeniero de sonido Mark Linett y Alan Boyd, y que este lanzamiento se titularía The Smile Sessions (se titulará así para marcarle una diferencia al SMiLE de Brian Wilson) Se publicaron tres ediciones diferentes: un álbum doble (en CD), un álbum digital para iTunes y una box set de cuatro CD, dos elepés de vinilo y dos sencillos (de vinilo también) con un libro de sesenta páginas, escrito por Domenic Priore, el biógrafo de The Beach Boys.
Brian Wilson, creador de esta obra dijo al respecto:

"Estoy muy ansioso con la salida de esta colección de las grabaciones originales y espero que los fanáticos puedan escuchar las voces angelicales de los chicos en una publicación oficial del estudio".
Brian Wilson.

El 19 de abril de 2011 The Beach Boys publicaron un sencillo con la canción "Don't Fight The Sea" del álbum A Postcard From California, de Al Jardine, y con una versión a capela de "Friends", la primera canción fue regrabada con todos los miembros de la banda, incluyendo también a Brian Wilson y al difunto Carl Wilson, siendo su voz añadida digitalmente desde viejos archivos. La primera tanda de 1000 copias fue publicada en un sencillo blanco con la etiqueta roja, como la bandera de Japón, precisamente porque el 100% de las ganancias irían directas a la Cruz Roja, destinada para las víctimas del terremoto en Japón. Unos noventa discos fueron autografiados por los miembros del grupo, que fueron posteriormente subastados.

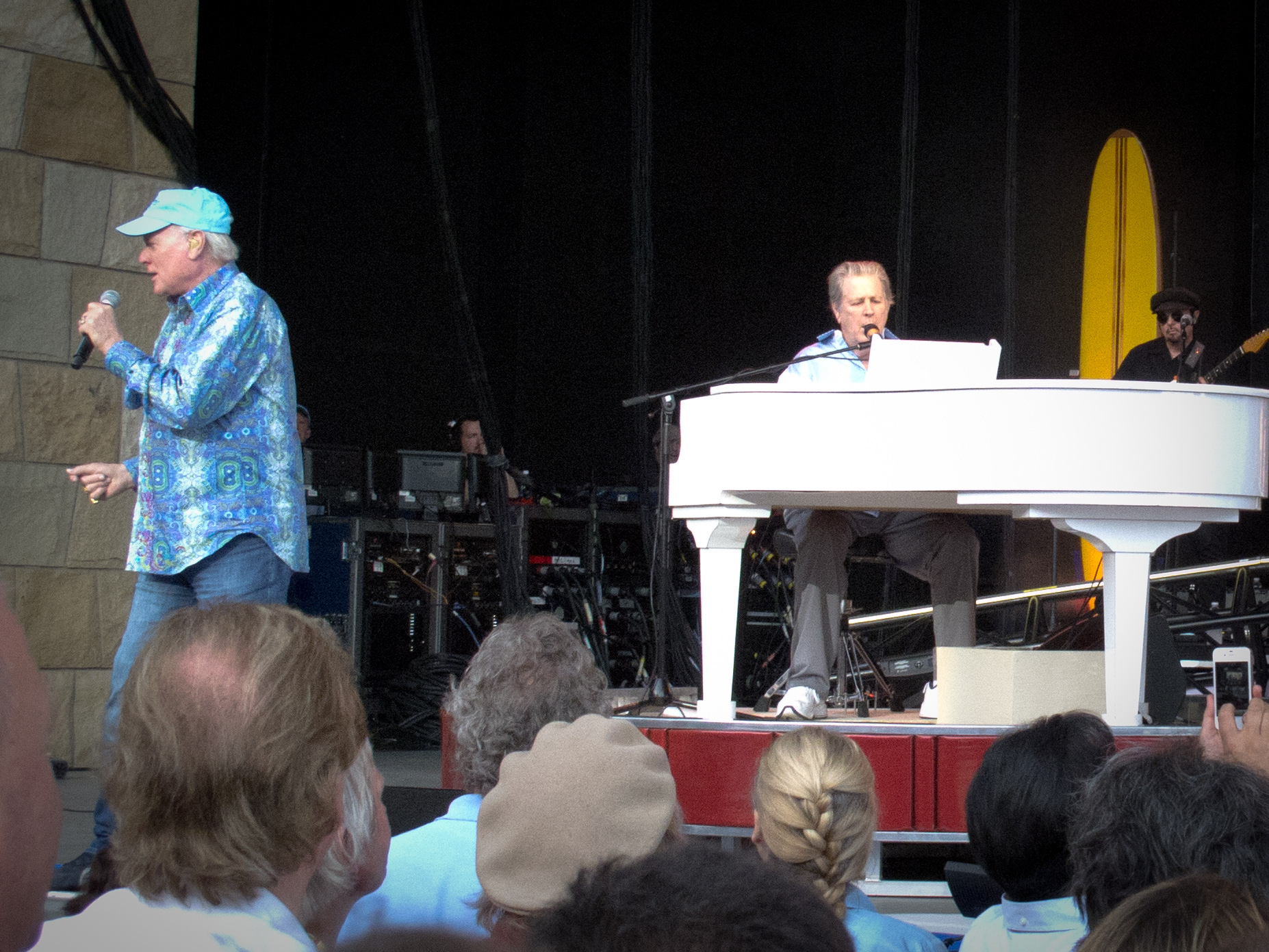
Mike Love y su primo Brian Wilson tocando el 29 de mayo de 2012.

Durante una entrevista en el London Evening Standard en mayo de 2011, Wilson dijo que pensaba seriamente en retirarse de las giras y de la composición de música por un tiempo. Wilson aseguró que aún sequía padeciendo pánico escénico y alucinaciones, precisamente son sus conciertos los que se dificultan por sus problemas psicológicos, como la ansiedad antes de salir del escenario, también dijo que mientras se encuentra arriba del escenario escucha voces diciendo cosas como "vas a morir" y "más vale que te cuides". Así mismo, en reiteradas ocasiones descartó una reunión con The Beach Boys por sus 50 años, aunque también planteó dudas por cuestiones económicas, sin embargo insistió en que ese no era el mayor interrogante.
Wilson hablando sobre la posible reunión:

"Se ha dicho que me iba a unir al grupo de Mike Love pero no es cierto... Todo depende de como nos sintamos y de cuanto dinero esté en juego. El dinero no es la única razón por la que hago discos, pero si que tiene un lugar importante en nuestras vidas".
Brian Wilson.

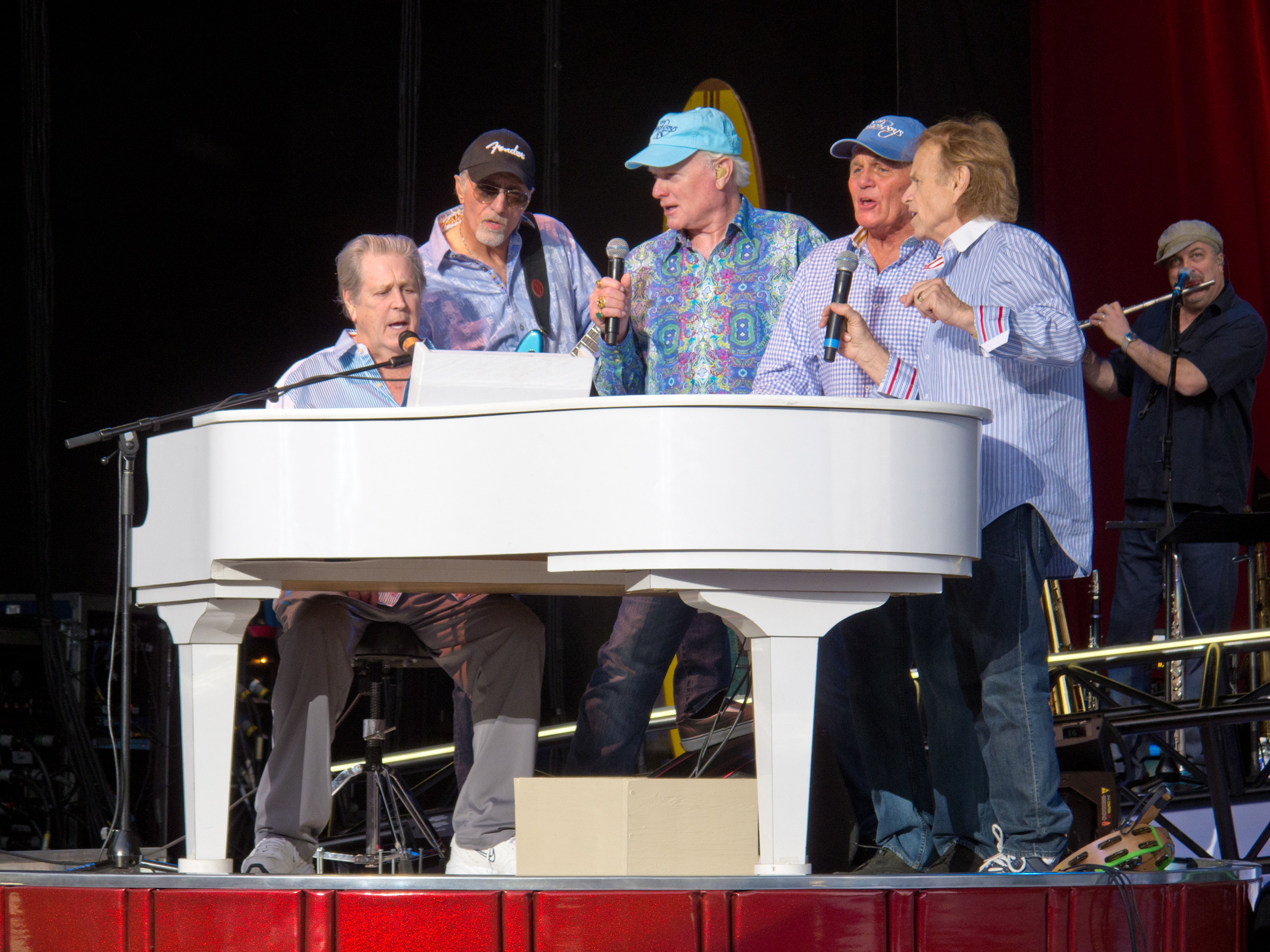
Todos los Beach Boys juntos cantando: Brian Wilson, David Marks, Mike Love, Bruce Johnston y Al Jardine.

Finalmente confirmó su regreso a The Beach Boys en diciembre de 2011, además de la grabación de un disco y una gira mundial, un año y medio después de las declaraciones de Al Jardine en junio de 2010.
Cita de Wilson sobre su reencuentro con el grupo:

"El aniversario es especial para mí porque extraño a los chicos y será un placer para mí hacer un nuevo disco y estar nuevamente con ellos en el escenario".
Brian Wilson.

El disco incluiría una grabación de "Do It Again". En declaraciones, Love dijo que estaban utilizando gran parte de la banda solista de Wilson tanto para las grabaciones del álbum como para los futuros conciertos a realizar, sin dejar de lado al baterista John Cowsill y el guitarrista Scott Totten, quienes estuvieron acompañando a Love y Johnston anteriormente, y quienes también estarán dentro del conjunto de la banda.
Ya con The Beach Boys, publicó el primer sencillo del nuevo álbum el 25 de abril, cuyo título era «That's Why God Made the Radio». Según Brian Wilson, es un homenaje a las emisoras que radiaban las canciones de artistas tales como Chuck Berry, Rosemary Clooney, Phil Spector y Little Richard. Si bien en un principio se descartó que el nombre del nuevo álbum fuera el mismo que el del sencillo, pocos días después se confirmó que el nuevo álbum iba a llevar el mismo título, That's Why God Made the Radio. El nuevo álbum de estudio obtuvo una excelente recepción en Estados Unidos, donde alcanzó el puesto número 3 en el Billboard 200, su mejor puesto en esa lista desde 1965. Mientras, en el Reino Unido, logró trepar hasta al puesto número 15.
Estrenada en septiembre de 2014, Wilson acudió a la primera proyección de Love & Mercy, una película biográfica dirigida por Bill Pohlad sobre su vida. El 7 de octubre, la BBC publicó una regrabación de «God Only Knows» con artistas invitados como Brian May, Elton John, Jake Bugg, Lorde, One Direction y el propio Wilson. Una semana después, Wilson apareció como invitado en el sencillo de Emile Haynie «Falling Apart». Además, una versión del tema de Paul McCartney «Wanderlust» apareció en el tributo The Art of McCartney, publicado en noviembre del mismo año.
Casi dos años después de su comienzo, Wilson publicó No Pier Pressure, su undécimo álbum de estudio, el 7 de abril de 2015. El álbum incluyó colaboraciones de músicos como Al Jardine, David Marks, Blondie Chaplin, Nate Ruess, Zooey Deschanel, M Ward y Kacey Musgraves, entre otros. El lanzamiento de No Pier Pressure será seguido de una gira de promoción que contará con Jardine y Chaplin así como con Sixto Rodríguez como telonero.

### Década de 2020

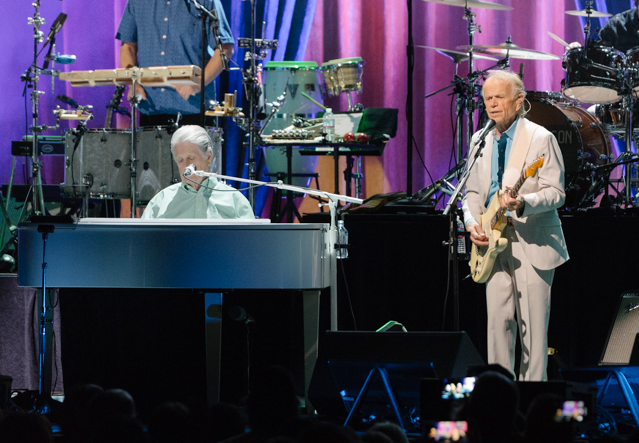
Brian junto a su inseparable amigo Al Jardine, miembro fundador de los Beach Boys

Tras la pandemia de Covid 19, Wilson se alejó por un tiempo de los escenarios, retomando su gira por EE. UU. en 2021 y cancelando todas sus fechas europeas, que incluían conciertos en España, Inglaterra, Francia entre otros países. Brian Wilson continúa con su banda de músicos de los últimos años, además de contar con su inseparable amigo y compañero desde la juventud, Al Jardine, al igual que Blondie Chaplin. En 2019 falleció Nick Walusko, miembro de Los Wondermits, la banda de músicos de Wilson. En noviembre de 2021 salió a la venta un nuevo álbum, At my piano, que recoge una selección de canciones de los Beach Boys pero tocadas en piano únicamente por Brian Wilson. Ese mismo mes, se estrenó un documental sobre su vida, dirigido por Brent Wilson, llamado Brian Wilson: Long promised road.

## Vida privada

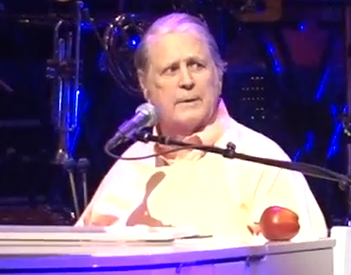
Brian Wilson en 2017.

### Sordera en el oído derecho
A los 11 años, durante un recital de coro de Navidad, se descubrió que Wilson tenía una audición significativamente disminuida en su oído derecho. Un médico de familia pronto diagnosticó el problema como un pinzamiento nervioso. La causa no está clara; las teorías van desde ser un defecto congénito hasta ser golpeado por su padre o por un chico del vecindario. 
Es poco probable que Wilson haya nacido parcialmente sordo, ya que estos defectos congénitos suelen aparecer a una edad más temprana. El padre de Brian, Murry, declaró: "Se lesionó en un partido de fútbol o alguna lesión de algún tipo. O simplemente sucedió, ¿quién sabe?". Según la madre de Brian, Audree, "Brian cree que sucedió cuando tenía alrededor de diez años. El chico de la calle realmente lo golpeó en la oreja". En otra ocasión, Audree dijo que la sordera fue causada por Murry golpeando a Brian con una plancha mientras Brian dormía.
Un relato de Wilson sugirió que la sordera se debió a que su padre le golpeó la oreja poco antes de su tercer cumpleaños. Timothy White afirma que Brian rara vez discutía el tema con Murry después de que el padre "reaccionó de manera tan amenazadora la única vez que Brian planteó el tema". Brian dijo de su padre en una entrevista en 2000: "Nací sordo... Me golpeó con un 2 × 4, pero ya estaba sordo en ese momento". En sus memorias de 2016, se le da la culpa a un chico de barrio.
Debido a esta enfermedad, Wilson desarrolló el hábito de hablar por el lado de la boca, dando la falsa impresión de que había sufrido un derrame cerebral. También sufre un zumbido en el oído que se agrava cuando está cansado o sometido a ruidos fuertes. A fines de la década de 1960, se sometió a una cirugía correctiva que no logró restaurar su audición.

### Relaciones e hijos
La primera relación seria de Wilson fue con Judy Bowles, una chica que había conocido en un partido de béisbol a mediados de 1961. Ella inspiró sus canciones "Judy" (1962), "Surfer Girl" (1963) y "The Warmth of the Sun" (1964). Durante su relación, Wilson se involucró gradualmente más sentimentalmente con Marilyn Rovell, una estudiante de secundaria de 14 años que había conocido en agosto de 1962. All Summer Long (1964) de Wilson asintió con la cabeza a su primer encuentro con la letra "¿Recuerdas cuando derramaste Coca-Cola por toda tu blusa?". Su relación se mantuvo inicialmente en secreto para los forasteros. Inspirada por un comentario de su hermana mayor, Diane, Wilson más tarde escribió "Don't Hurt My Little Sister" (1965) sobre el asunto. Wilson y Bowles se comprometieron durante la Navidad de 1963 y planearon contraer matrimonio el próximo diciembre, pero finalmente se había separado para entonces.
Wilson y Marilyn se casaron en diciembre de 1964. Juntos, tuvieron dos hijas, Carnie y Wendy (nacidas en 1968 y 1969, respectivamente), que más tarde tuvieron su propio éxito musical como dos tercios del grupo Wilson Phillips, siendo el otro tercio del grupo Chynna Phillips, hija de John Phillips y Michelle Phillips, fundadores del grupo The Mamas & The Papas. Wilson creía que "no era un buen marido", ni "muy padre". Marilyn dijo que su esposo "se retractó" por completo de la responsabilidad de criar a sus hijos porque sentía que era un padre incapaz y repetiría los mismos errores de su propio padre.
Muchas de las letras de Pet Sounds reflejan las luchas matrimoniales tempranas de la pareja. Marilyn declaró: "Dormí con un ojo abierto porque nunca supe lo que iba a hacer. Era como un hombre salvaje". Unos años después de su matrimonio con Marilyn, Wilson la animó a tener aventuras con otros hombres, incluido el compositor Tandyn Almer. A su vez, Wilson tuvo aventuras simultáneas con Diane y una telefonista adolescente llamada Deborah Keil. Keil era una fanática de los Beach Boys que se había mudado de Kansas a Los Ángeles con el propósito explícito de acercarse a Wilson. Para disgusto de Marilyn, Wilson permitió las frecuentes visitas de Keil a la casa de Wilson. Wilson escribió "La noche era tan joven" (1977) sobre Keil y sus visitas nocturnas.
En julio de 1978, Wilson y Marilyn se separaron y Wilson solicitó el divorcio en enero de 1979. Marilyn recibió la custodia de sus hijos. Posteriormente mantuvo una relación con Keil durante algún tiempo. A continuación, Wilson entabló una relación con una de sus enfermeras, una mujer negra llamada Carolyn Williams, que duró desde 1979 hasta enero de 1983. Sus memorias de 2016 dicen de Williams: "Mi cabeza no estaba del todo bien y a veces le decía cosas estúpidas. Una vez me impacienté y dije: 'Pon tu trasero negro ahí y hazme el almuerzo'. Me disculpé de inmediato, pero no me sentí bien al respecto. Ella se separó muy pronto y fue principalmente por mí. Lo siento incluso hoy".
Wilson inicialmente salió con la ex modelo y vendedora de automóviles Melinda Kae Ledbetter desde 1986 hasta finales de 1989. Ledbetter afirmó que la relación terminó prematuramente debido a la interferencia de Landy. Después de que Wilson se separó de su psiquiatra, en 1991, él y Ledbetter se volvieron a conectar y se casaron el 6 de febrero de 1995. Desde 1999, Ledbetter ha sido la gerente de Wilson, un trabajo que, según ella, es "básicamente negociar, y eso es lo que hacía todos los días cuando vendía coches". Adoptaron a cinco hijos: Daria Rose (nacida en 1996), Delanie Rae (nacida en 1998), Dylan (nacida en 2004), Dash (nacida en 2009) y Dakota Rose (nacida en 2010). En 2012, Wilson ya tenía cinco nietos. Melinda falleció el 30 de enero de 2024 a los 77 años.

## Fallecimiento
Padecía demencia desde 2024, lo que llevó a un tribunal de California a aprobar una tutela legal tras la muerte de su esposa Melinda, su principal sostén. Debido a su condición, no podía dar consentimiento informado para tratamientos médicos. El juez nombró como co-tutores a su publicista Jean Sievers y a su mánager LeeAnn Hard.
Wilson murió mientras dormía en su casa de Beverly Hills el 11 de junio de 2025, a la edad de 82 años. Al Jardine, amigo y compañero de The Beach Boys, informó que Wilson había estado luchando con los efectos a largo plazo de la COVID-19 desde su última gira en 2023: "Ese fue el final. Nunca regresó después de eso". Su principal causa de muerte fue declarada como paro respiratorio en medio de sepsis, cistitis y otros factores asociados.

## Discografía
Con The Beach Boys
En solitario
- 1988: Brian Wilson
- 1995: I Just Wasn't Made for These Times

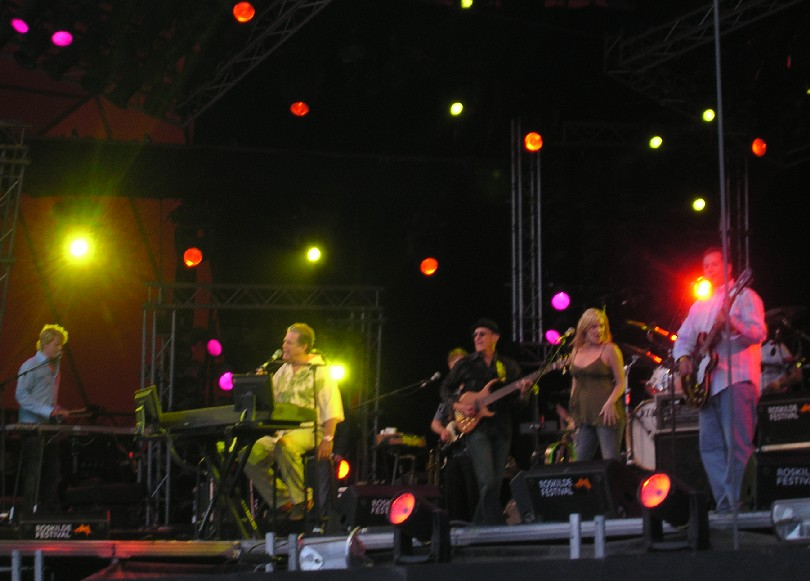
Brian Wilson en el Roskilde Festival, 2005.

- 1995: Orange Crate Art (con Van Dyke Parks)
- 1998: Imagination
- 2000: Live at the Roxy Theatre
- 2002: Pet Sounds Live
- 2004: Gettin' In Over My Head
- 2004: Smile
- 2005: What I Really Want for Christmas
- 2008: That Lucky Old Sun
- 2010: Brian Wilson Reimagines Gershwin
- 2011: In the Key of Disney
- 2014: No Pier Pressure
- 2021: At My Piano
- 2021: Brian Wilson: Long Promised Road